# Habitatge al carrer Torras, 3 (Castellar del Vallès)
L'Habitatge al carrer Torras, 3 és un edifici de Castellar del Vallès (Vallès Occidental) inclòs a l'Inventari del Patrimoni Arquitectònic de Catalunya.

## Descripció
Es tracta d'un habitatge unifamiliar de doble cos amb planta rectangular, disposa de planta baixa i golfes. La façana presenta una distribució simètrica, marcant l'eix la porta d'entrada que està flanquejada per dos grans finestrals concebuts, pel que fa a la reixa, a manera de balcó. La decoració és senzilla, predominant el tractament geomètric dels elements ornamentals que estan realitzats a partir de l'estuc. La façana s'estructura a partir de grans carreus que li confereixen un sentit horitzontal a l'edifici. Les obertures estan emmarcades per una senzilla motllura. Dues cornises separen les golfes de la planta i del acabament de la façana, aquestes estan sustentades per mènsules, marcant-ne el ràfec de la teulada.